# Albtransport
Albtransport – nieistniejące albańskie linie lotnicze, istniejące w latach 1957–2004. W czasie funkcjonowania jedynie sporadycznie wykonywała loty cywilne samolotem Ił-14 leasingowanym od Albańskich Sił Powietrznych.

## Historia
Albtransport został założony 25 stycznia 1957 roku, miał swoją siedzibę w Tiranie. W tym samym czasie Albańskie Siły Powietrzne nabyły swój pierwszy samolot komercyjny, Ił-14, który był używany tylko jako samolot rządowy. Wcześniej rząd nie posiadał samolotów cywilnych, ponieważ nie spełniał wymogów prawnych dotyczących operacji lotniczych, gdyż Albania przystąpiła do Organizacji Międzynarodowego Lotnictwa Cywilnego dopiero w 1989 r. 
Po otwarciu portu lotniczego Tirana im. Matki Teresy inne linie lotnicze, takie jak Aerofłot, Jat Airways i Malév, latały na nie zgodnie z rozkładem, a Albtransport, jako linia lotnicza prawie nigdy się na nim nie pojawiła, chociaż na początku lat 60. firma krótko sprzedawała połączenia do portu lotniczego Berlin-Schönefeld przy współpracy z linią Interflug. Samolot był wykorzystywany sporadycznie w lotach krajowych i międzynarodowych, m.in. do Bukaresztu, Moskwy, Pragi i Sofii.
W 1971 r. Albańskie Siły Powietrzne nabyły trzy inne samoloty Ił-14 – jeden z NRD i jeden z Czechosłowacji. Również Albtransport wykorzystywało je do lotów pasażerskich i towarowych. W 1991 roku firma przez krótki czas nabyła śmigłowiec Bell 222. Pod koniec 1991 roku Albtransport zaprzestał działalności jako linia lotnicza, ale nie został rozwiązany. Pozostał państwową spółką operacyjną portu lotniczego Tirana im. Matki Teresy do końca 2004 r.